# Loge des lieutenants d'Artigas
La Loge des lieutenants d'Artigas (Los Tenientes de Artigas), renommée Légion des lieutenants d'Artigas depuis la transition démocratique, est un cercle militaire uruguayen, créé le 25 août 1964 par le (tout juste nommé) général  Oscar Mario Aguerrondo,,.

## La transition démocratique
Depuis la transition démocratique, la loge s'est renommée Légion des lieutenants d'Artigas. Elle a aujourd'hui une activité un peu plus publique, dont une émission de radio. Elle est présidée par le colonel retraité Carlos Alejandro Silva Valiente, qui, travailla au SID (Service d'intelligence de la Défense) et était sous-chef de l'état-major en 2001. 